# Перепис населення Польщі (1931)

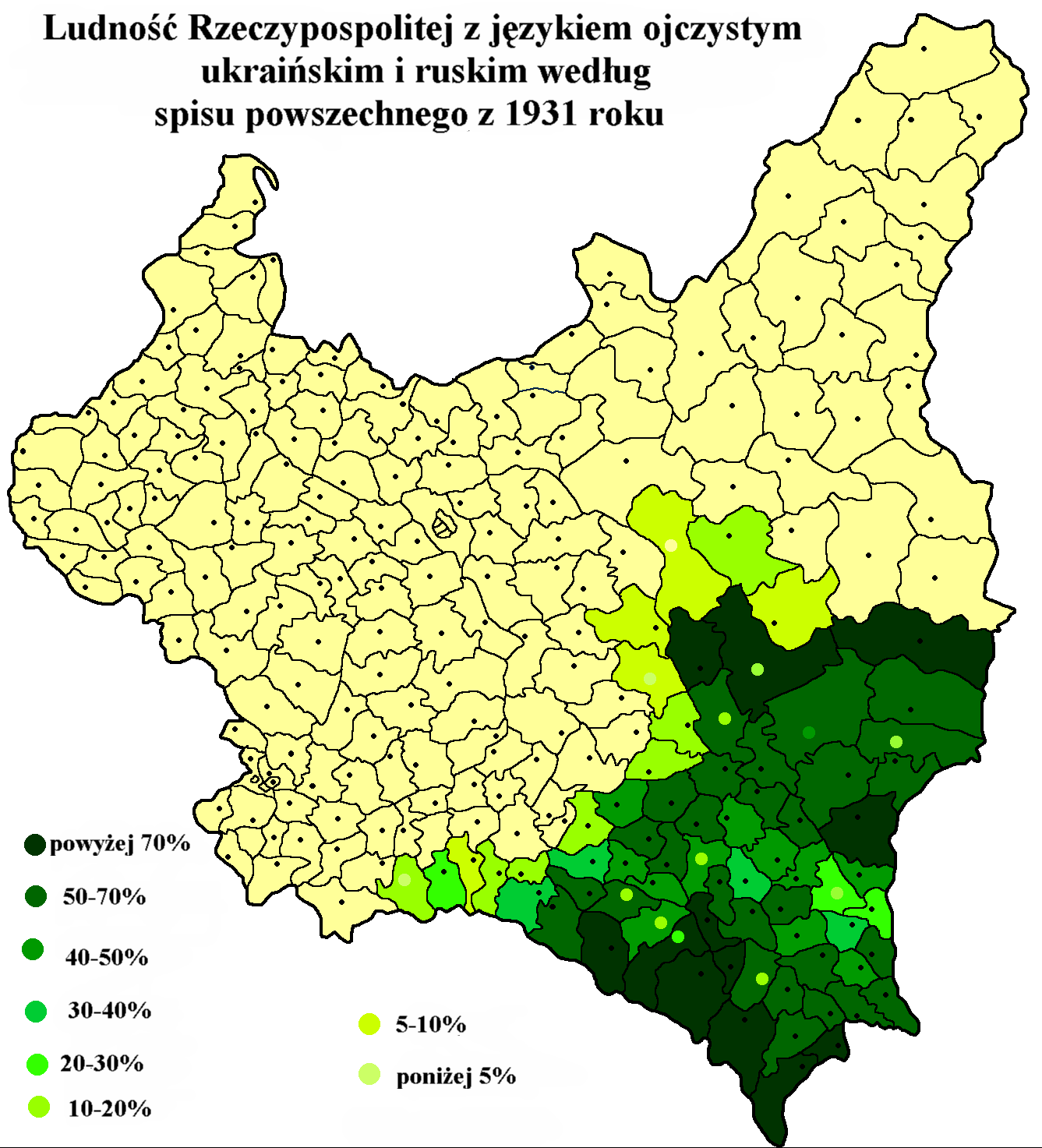
Населення Республіки Польщі за українською як рідною мовою за переписом 1931 року

Другий перепис населення Польщі — другий перепис населення, проведений Польською Республікою 9 грудня 1931 року. За переписом, населення Польщі становило 32 108 000 осіб, з них 21 835 000 — це польськомовні (68,91 %), 4 441 622 — українськомовні (13,92 %), решта — мовці національних меншин. Перепис не містив питання про національності, а лише графу про рідну мову. Достовірність результатів перепису піддається значній критиці.

## Відомості
Перепис проведений на підставі закону від 14 жовтня 1931 року, який визначив дати найближчого перепису, а також підтвердив, що наступні переписи проводитимуться раз на 10 років і в терміни, які щоразу встановлюватиме Рада Міністрів. Діапазон перепису та організацію встановлено постановою Ради Міністрів від 2 вересня 1931 року.
Зміни відбулися і щодо запитальника статистичного попереднього (першого) перепису 1921 року. Вилучено питання про національність, також із перепису сільських господарств залишено тільки питання про загальну площу земельних ділянок та сільськогосподарських угідь. Додано запитання про вміння читати й писати.

## Результати
Остаточні результати були опубліковані в серії «Статистика Польщі» в 39 томах у 1936—1939 роках в адміністративному поділі станом на 1 січня 1933 (для центральних і східних територій), або в день 1 серпня 1934 (для західних і південних територій). Публікацію довідника перервав початок Другої світової війни, видано тільки книгу про Віленське воєводство і довідник муніципальних утворень із зазначенням кількості житлових будинків та основного населення.
Як і у випадку з попереднім переписом, достовірність перепису 1931 щодо статистики національної приналежності на східних територіях був неточний, про що зазначали польські статисти та історики перед війною — Альфонс Кризінський (1932, 1937), Євгеніуш Ромер (1938), а також після війни — голова Центрального статистичного управління в 1930-х Едвард Штурм де Штрем (1946), Збігнєв Ландау і Єжи Томашевський (1971), Януш Жарновський (1973), Вальдемар Мічовіч (1982).
Як зазначав Володимир Кубійович, кількість українців під час перепису була занижена, водночас дані за релігією вірніше відповідають дійсності. У спискових аркушах перепису є два терміни на позначення української мови — як «руської» та як власне «української», які зазначені як рівнозначні, проте прикінцеві результати по ним подаються порізно. Подібний поділ призвів до того, що у Східній Галичині за переписом налічувалося 1,6 млн осіб з «українською» мовою та 1,1 млн з «руською», хоча разом їхня частка все ще становила 51,0 % населення Галичини, тоді як поляків — 41,2 %, євреїв — 7,1 %. Кубійович звертає увагу на нереалістично велику кількість польськомовних греко-католиків (487 тис.). Багатьох українців у переписі було записано поляками. Так, попри те, що у Люблінському воєводстві налічувалося 210 тис. православних і 3 тис. греко-католиків, число україномовних у переписі становило лише 85 тис. осіб. За підрахунками Кубійовича, реальна кількість українців у Західній Україні мусила становити 5 902 000 осіб (18,44 %), з яких 3,2 млн у переписі зазначені як українськомовні, 1,1 млн як «русини», близько 840 тис. як поляки, близько 580 тис. як «тутейші», до 100 тис. як білоруси та росіяни.

### Загальні
| Воєводство      | Населення  | Населення | Населення  |
| Воєводство      | разом      | міста     | села       |
| --------------- | ---------- | --------- | ---------- |
| Білостоцьке     | 1 643 844  | 396 060   | 1 247 784  |
| Варшава         | 1 171 898  | 1 171 898 | —          |
| Варшавське      | 2 529 228  | 582 542   | 1 946 686  |
| Віленське       | 1 275 939  | 261 272   | 1 014 667  |
| Волинське       | 2 085 574  | 252 524   | 1 833 050  |
| Келецьке        | 2 935 697  | 749 972   | 2 185 725  |
| Краківське      | 2 297 802  | 579 549   | 1 718 253  |
| Львівське       | 3 127 409  | 775 735   | 2 351 674  |
| Лодзинське      | 2 632 010  | 1 104 222 | 1 527 788  |
| Люблінське      | 2 464 936  | 433 732   | 2 031 204  |
| Новогрудське    | 1 057 147  | 102 642   | 954 505    |
| Познанське      | 2 106 500  | 838 405   | 1 268 095  |
| Поліське        | 1 131 939  | 148 809   | 983 130    |
| Поморське       | 1 080 138  | 348 359   | 731 779    |
| Сілезьке        | 1 295 027  | 418 392   | 876 635    |
| Станиславівське | 1 480 285  | 295 150   | 1 185 135  |
| Тернопільське   | 1 600 406  | 271 784   | 1 328 622  |
| Разом           | 32 107 252 | 8 731 047 | 23 184 732 |

### Рідна мова
Розподіл за рідною мовою за результатами перепису 1931 року:
| Разом      | польська   | українська | українська | українська | єврейська | білоруська | німецька | «тутейша» | іврит   | російська | литовська | не вказано | чеська | інші    |
| Разом      | польська   | разом      | українська | «руська»   | єврейська | білоруська | німецька | «тутейша» | іврит   | російська | литовська | не вказано | чеська | інші    |
| ---------- | ---------- | ---------- | ---------- | ---------- | --------- | ---------- | -------- | --------- | ------- | --------- | --------- | ---------- | ------ | ------- |
| 31 915 779 | 21 993 444 | 4 441 622  | 3 221 975  | 1 219 647  | 2 489 034 | 989 852    | 740 992  | 707 088   | 243 539 | 138 713   | 83 116    | 39 163     | 38 097 | 11 119  |
| 100 %      | 68,91 %    | 13,92 %    | 10,10 %    | 3,82 %     | 7,80 %    | 3,10 %     | 2,32 %   | 2,22 %    | 0,76 %  | 0,43 %    | 0,26 %    | 0,12 %     | 0,12 % | ~0,04 % |

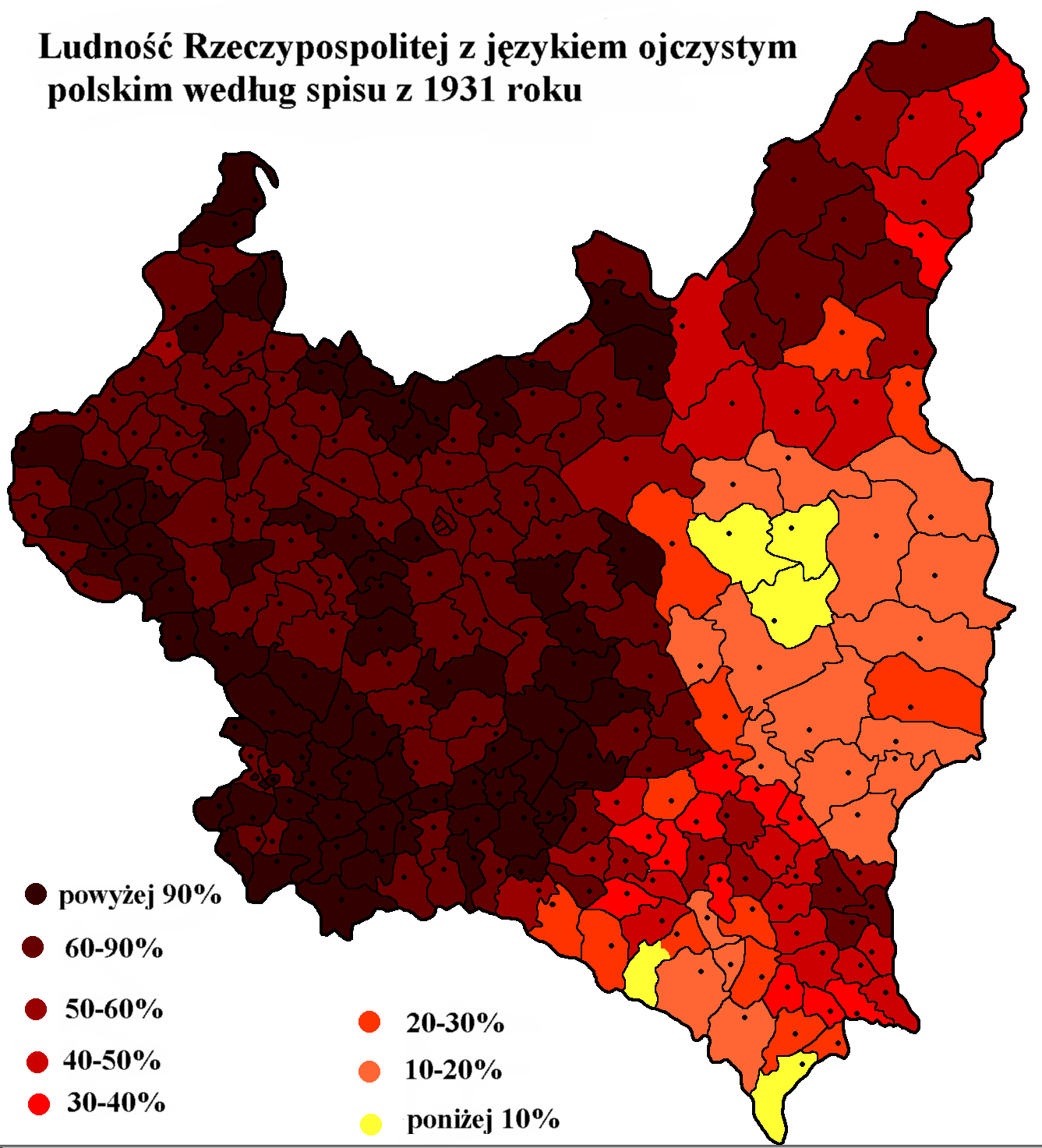
Населення Республіки Польщі з польською мовою за переписом статистики з 1931 року
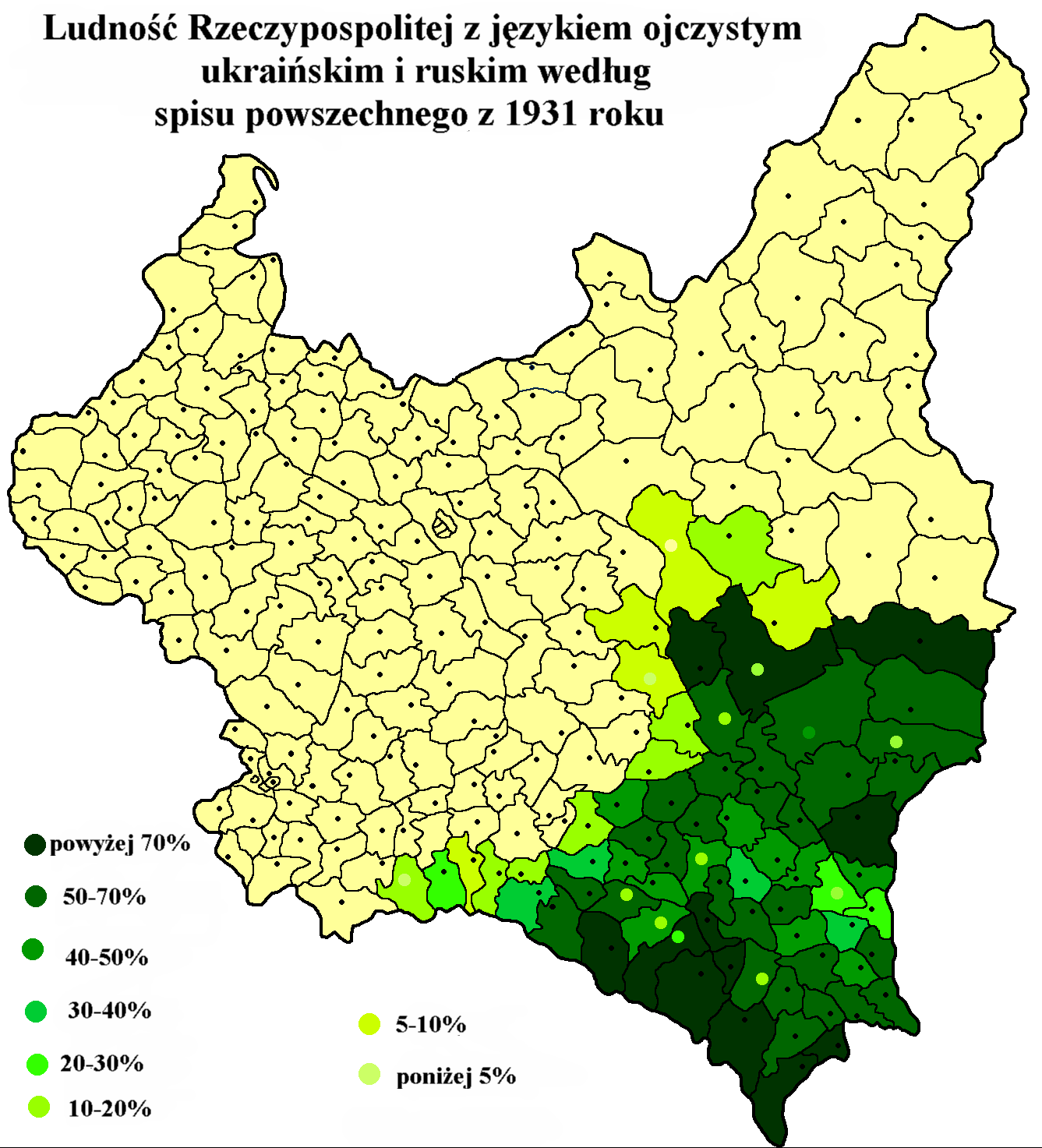
Населення Республіки Польщі за рідною мовою українською за переписом 1931 року
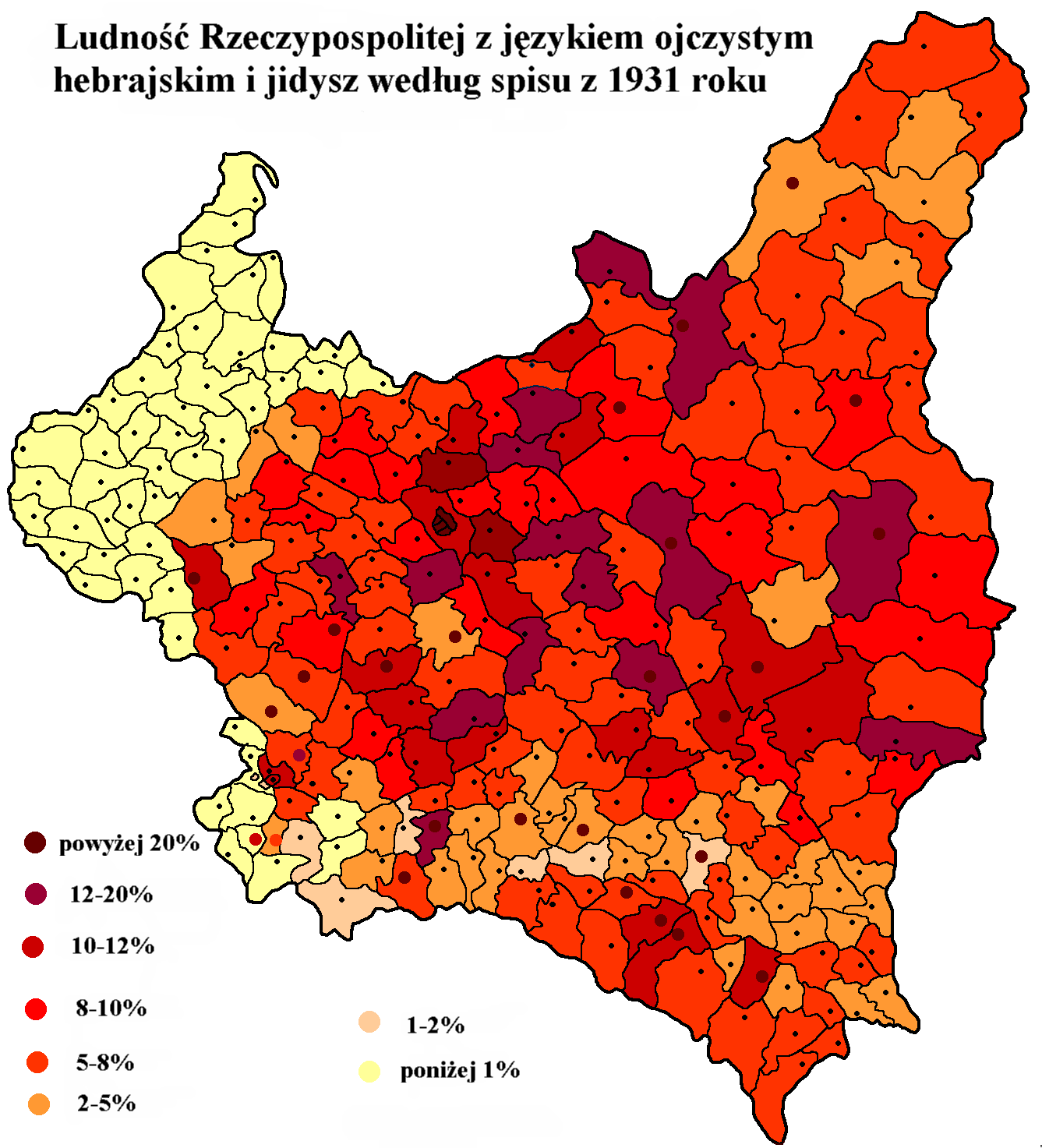
Населення Республіки Польщі за рідною мовою івритом та їдиш за переписом 1931 року
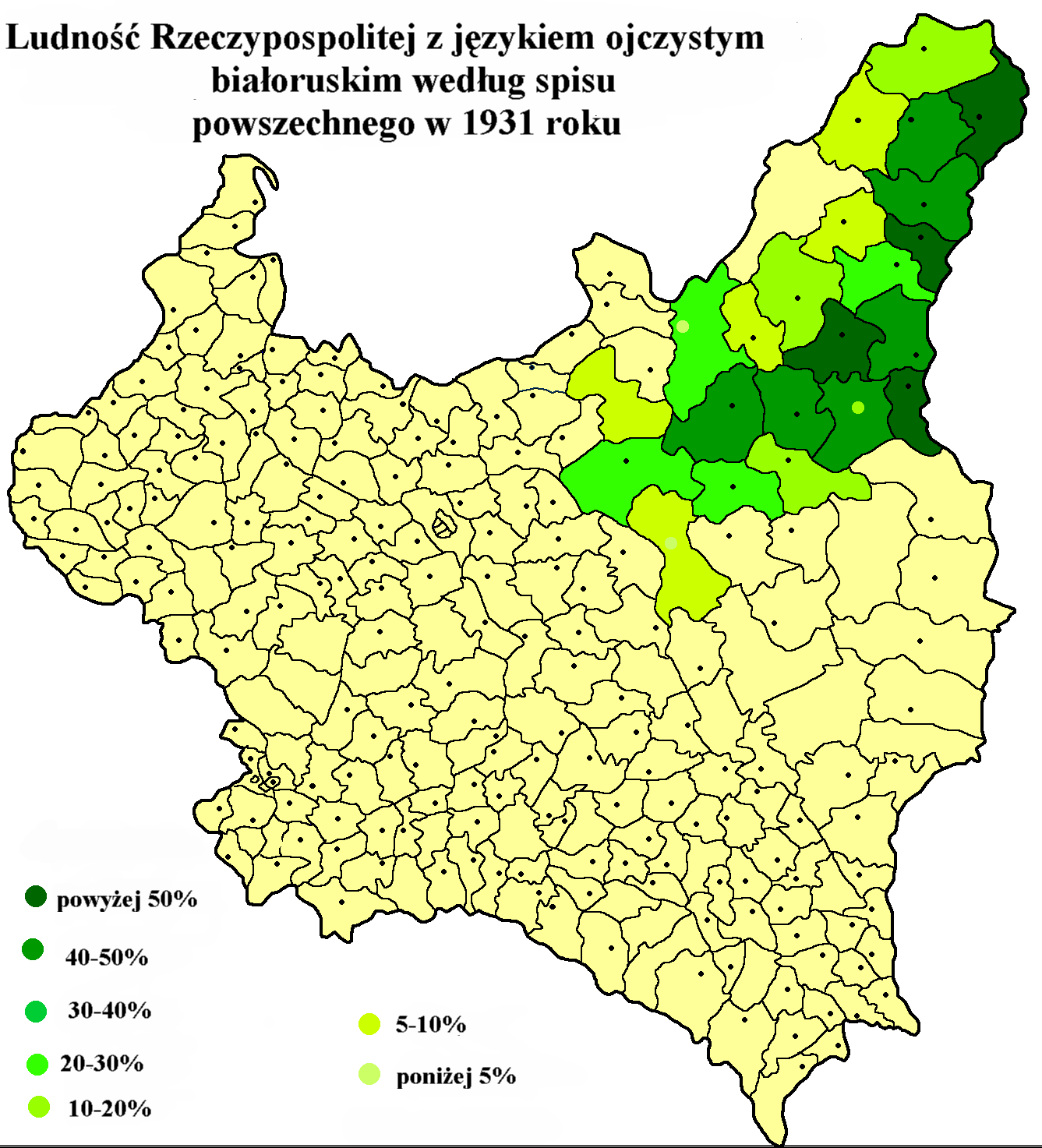
Населення Республіки Польщі за рідною мовою білоруською, за переписом 1931 року
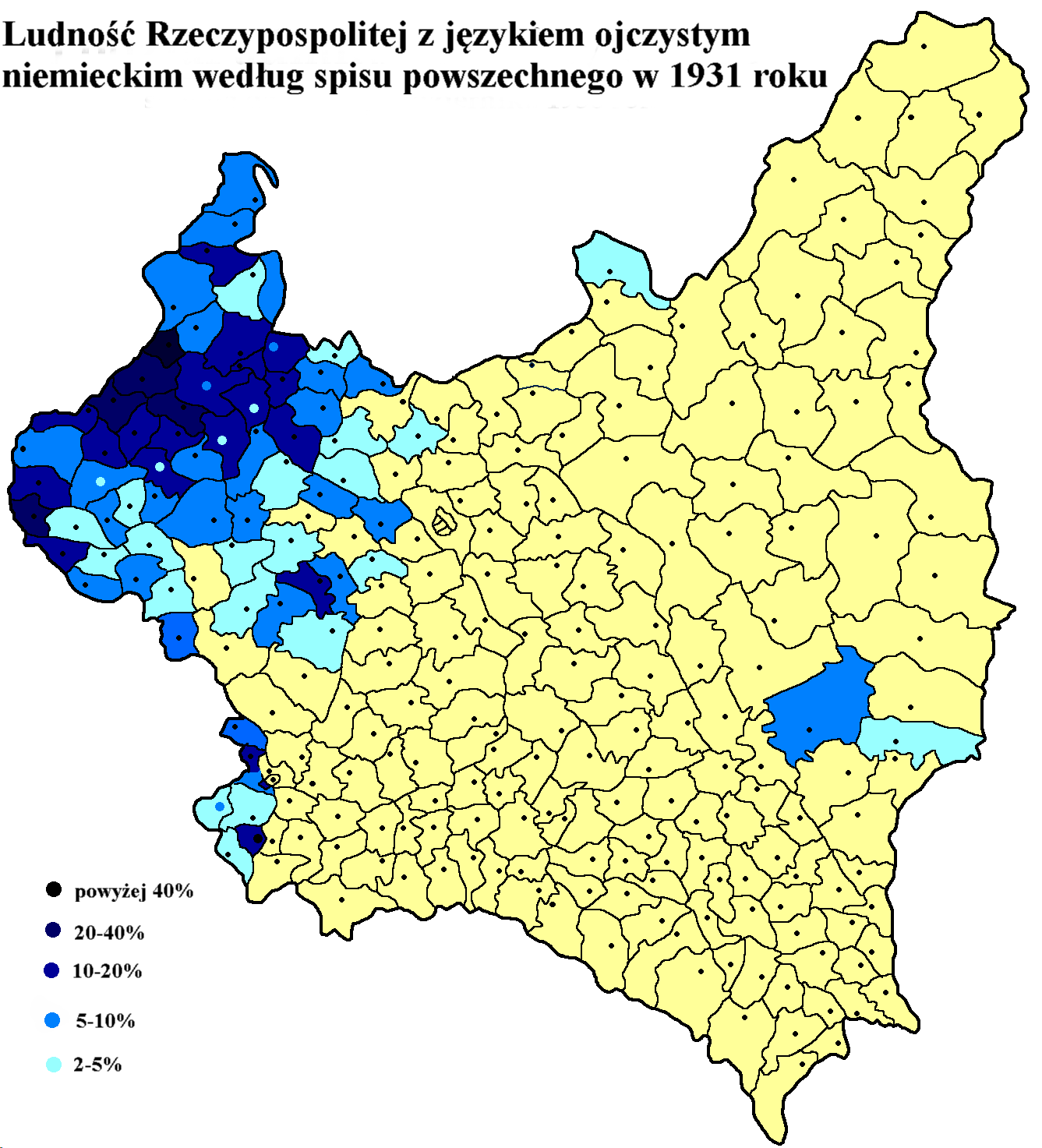
Населення Республіки Польщі за рідною мовою німецькою, за переписом 1931 року
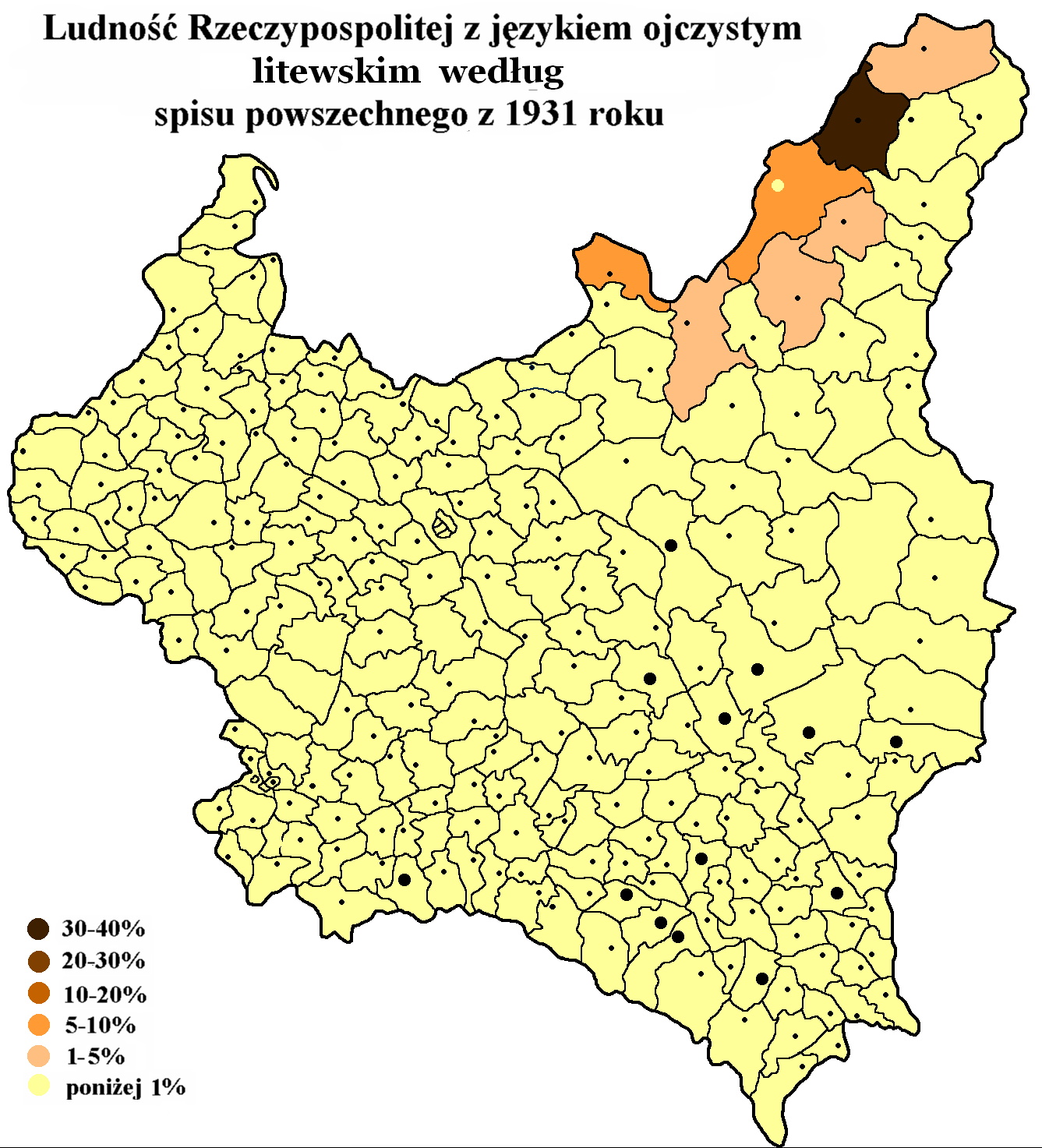
Населення Республіки Польщі за рідною мовою литовською, за переписом 1931 року

### Релігія
Розподіл за релігією за результатами перепису 1931 року:
| Релігія                          | Населення  | Відсоток |
| -------------------------------- | ---------- | -------- |
| Римо-католики і вірмено-католики | 20 670 051 | 64,76 %  |
| Православні                      | 3 762 484  | 11,79 %  |
| Греко-католики                   | 3 336 164  | 10,45 %  |
| Юдеї                             | 3 113 933  | 9,76 %   |
| Протестанти-лютерани             | 424 216    | 1,33 %   |
| Протестанти-уніяти               | 269 531    | 0,84 %   |
| Протестанти-реформатори          | 33 295     | 0,10 %   |
| Інші протестанти                 | 108 216    | 0,34 %   |
| Християни інших конфесій         | 145 418    | 0,46 %   |
| Інші нехристияни                 | 6 750      | 0,02 %   |
| Не вказано або неконфесійні      | 6 058      | 0,02 %   |
| Не зазначено                     | 39 663     | 0,12 %   |
| Разом                            | 31 915 779 | 100,00 % |

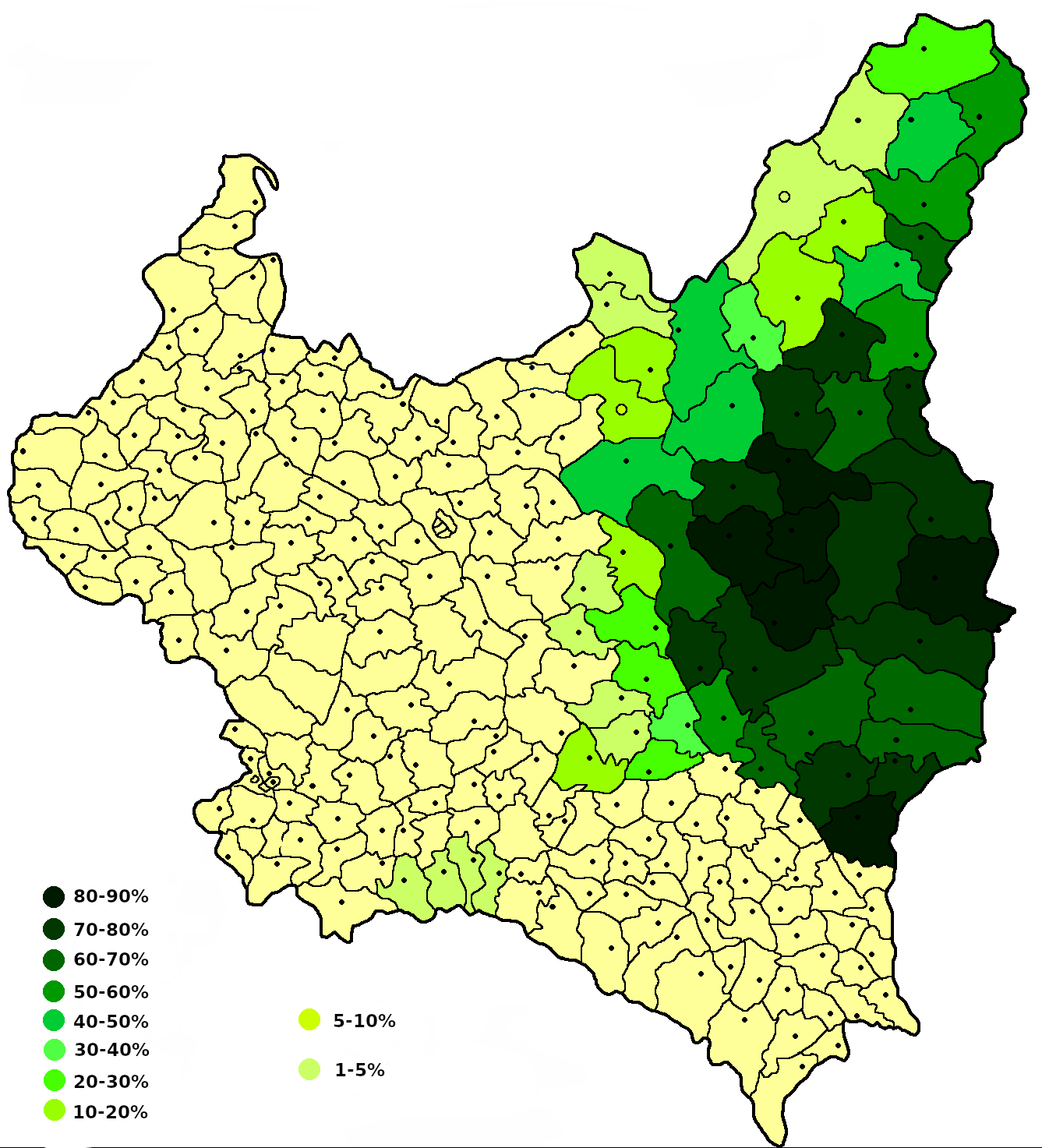
Православні в міжвоєнній Польщі за даними перепису населення 1931 року
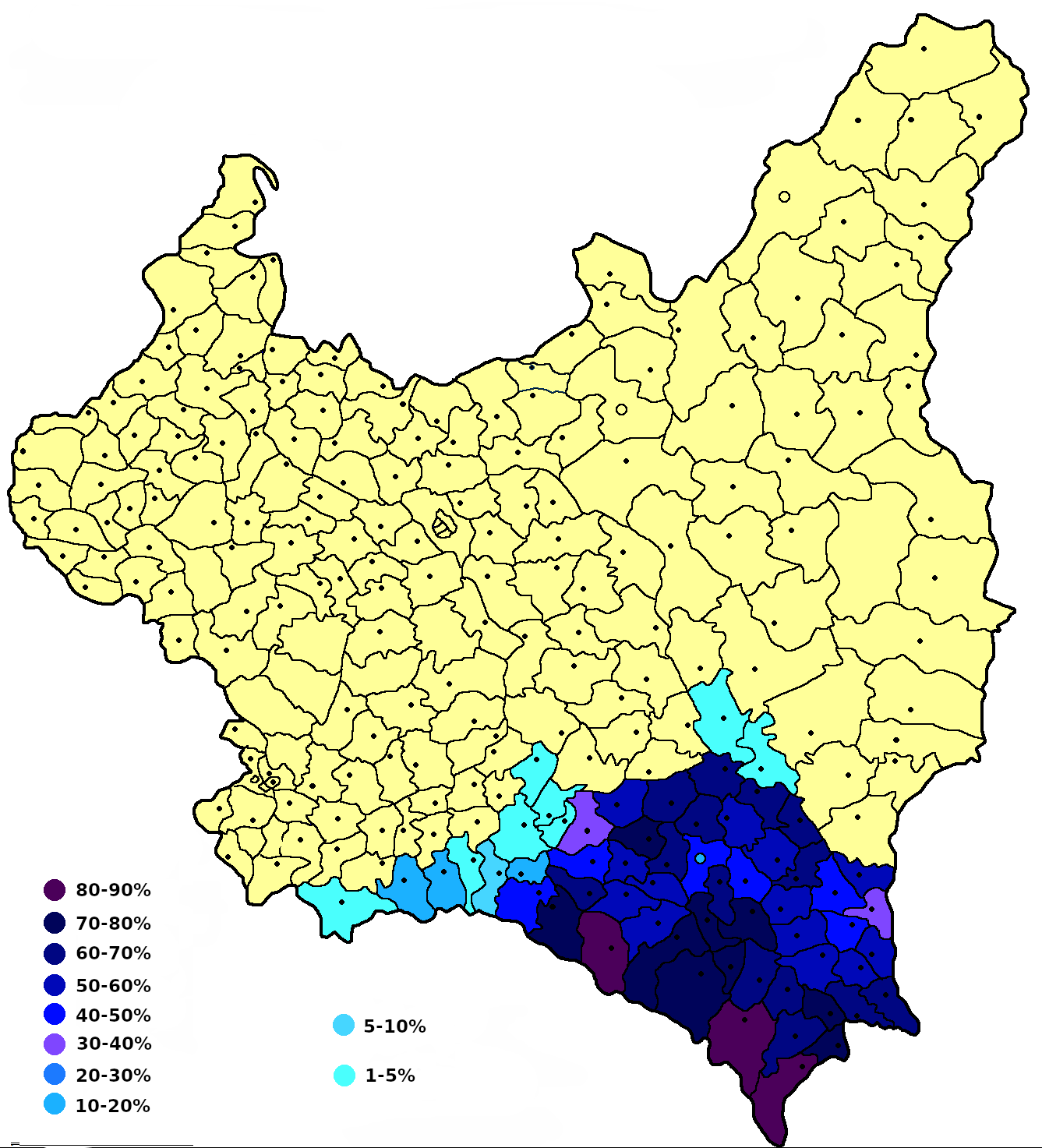
Греко-католики в міжвоєнній Польщі за даними перепису населення 1931 року
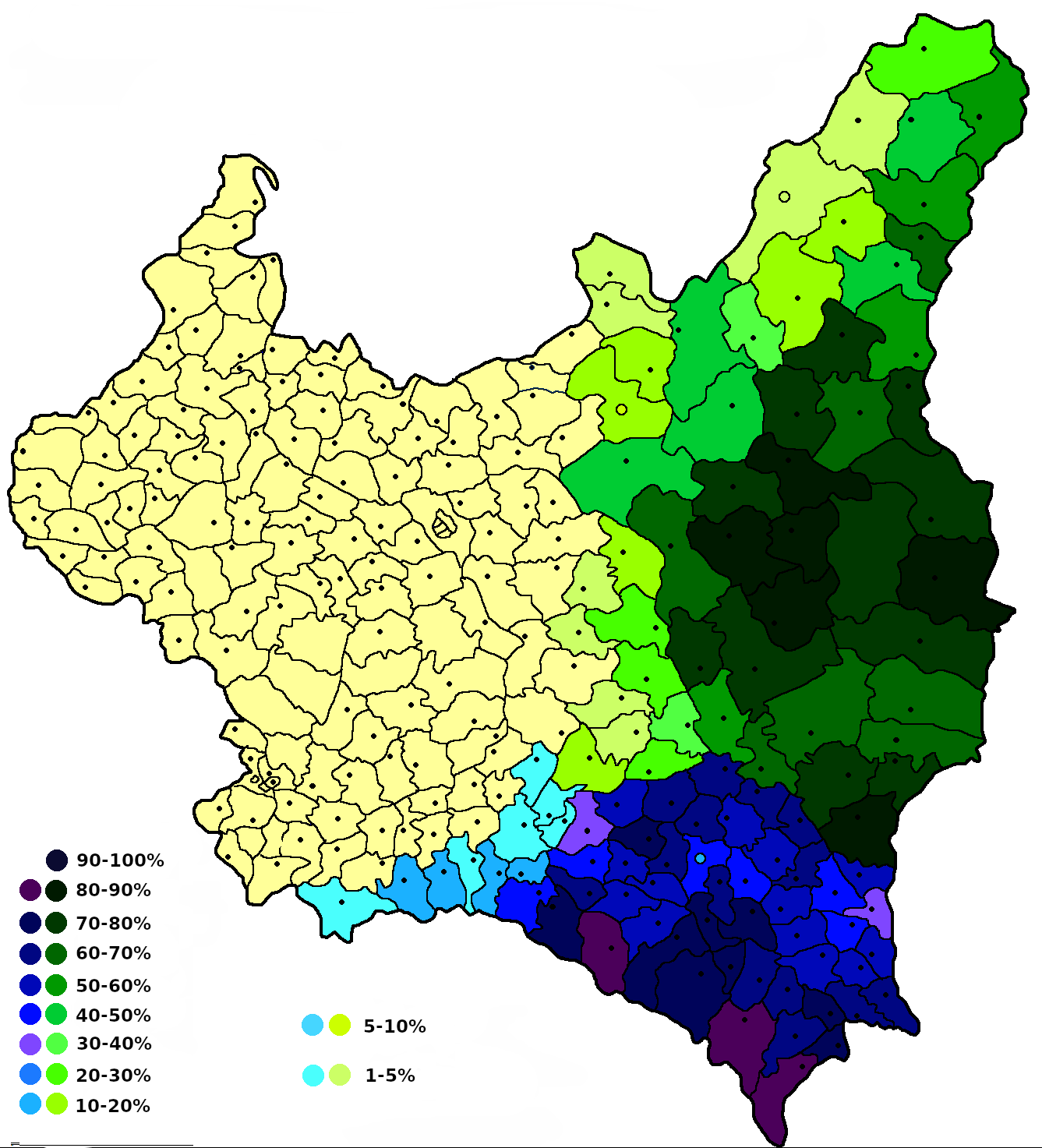
Православні і греко-католики в міжвоєнній Польщі за даними перепису населення 1931 року